# Thamnophilus multistriatus
Thamnophilus multistriatus là một loài chim trong họ Thamnophilidae.